# نويل ميلاريو أودينغار
نويل ميلاريو أودينغار (1932- 4 مايو، 2007) هو ضابط تشادي ولد سنة 1932 كان أحد أعضاء مجموعة التسعة العسكرية التي حكمت تشاد من 1975 إلى 1978. تخرج من كلية عسكرية فرنسية وأصبح رائدًا سنة 1975 بعد انقلاب وموت الرئيس فرنسوا تومبالباي أصبح رئيسًا لتشاد لمدة يومين خلفه فليكس معلوم.